# Castelnuovo di Ceva
Castelnuovo di Ceva (piemontiul: Castelneuv ëd Seva) település Olaszországban, Piemont régióban, Cuneo megyében. Lakosainak száma 106 fő (2023. január 1.). Castelnuovo di Ceva Montezemolo, Priero, Roccavignale és Murialdo községekkel határos.

## Népesség
A település lakossága az elmúlt években az alábbi módon változott:
| Lakosok száma | 114  | 119  | 106  |
|               | 2017 | 2018 | 2023 |